# Perles à repasser
Pour les articles homonymes, voir Perle (homonymie).
Les perles à repasser sont des perles tubulaires multicolores en plastique qui peuvent être disposées en motifs 2D sur un panneau perforé, puis collées ensemble à l'aide d'un fer à repasser chaud à travers du papier sulfurisé pour former des mosaïques,,. Inventées à l'origine dans le cadre des thérapies expressives pour les personnes âgées, elles ont ensuite été vendues en tant que jeu pour enfant et ont depuis suscité l'intérêt des amateurs.

## Description

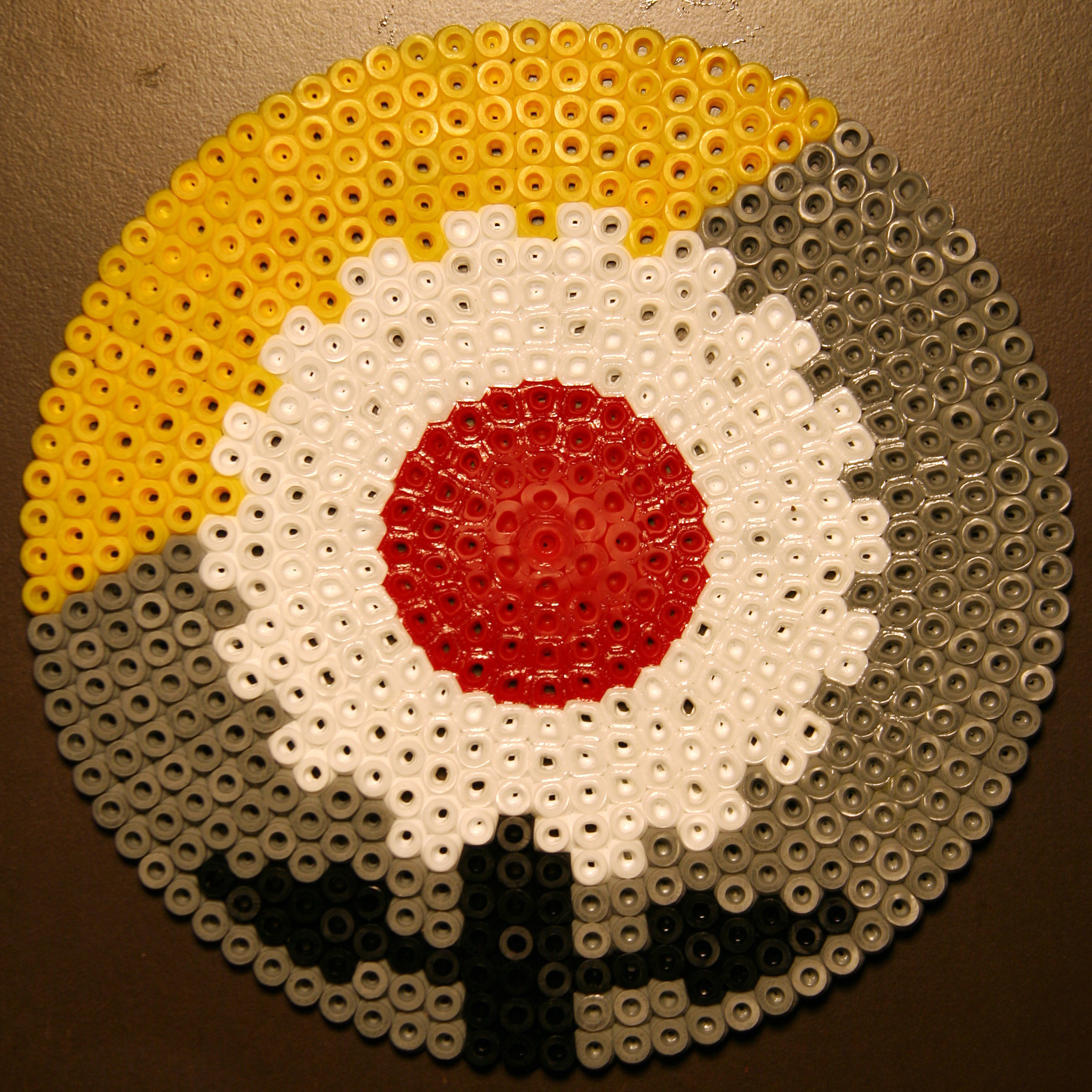
Motif circulaire réalisé sur une planche disposées en anneaux concentriques.

Les perles à repasser sont de petites perles cylindriques en plastique qui s'adaptent parfaitement aux picots d'une plaquette. La disposition des picots limite les motifs possibles qui peuvent y être réalisés. La plupart des supports sont des grilles carrées, mais il existe d'autres dispositions comme des grilles hexagonales. On utilise parfois des pinces pour faciliter le placement des perles. Les grilles carrées permettent de recréer ou de s'inspirer du pixel art,.